# Wetenschappelijke consensus
Een wetenschappelijke consensus is de heersende opvatting van de wetenschappelijke gemeenschap in een bepaalde discipline. Het woord consensus impliceert een algemene overeenstemming, maar niet noodzakelijk unanimiteit.
Consensus wordt normaliter bereikt door conferenties, publicaties, replicatie (reproduceerbare resultaten van anderen) en collegiale toetsing. Het kan echter moeilijk zijn buitenstaanders duidelijk te maken dat er consensus bereikt is, omdat ze de 'normale' debatten die de wetenschap voortstuwen als teken van onenigheid kunnen opvatten.
Wetenschappelijke consensus kan in het publieke of politieke debat worden ingeroepen over onderwerpen die omstreden zijn binnen de publieke sfeer, maar niet controversieel zijn binnen de wetenschappelijke gemeenschap, zoals de evolutietheorie of de klimaatverandering.

## Hoe consensus met de tijd kan veranderen
Er zijn vele filosofische en historische theorieën over hoe de wetenschappelijke consensus met de tijd verandert. Omdat het historisch verloop van wetenschappelijke verandering extreem gecompliceerd is en de neiging bestaat om "winnaars" en "verliezers" te projecteren ten opzichte van onze huidige wetenschappelijke consensus, is het erg moeilijk om met nauwkeurige en grondige modellen voor wetenschappelijke verandering te komen. Dit wordt vooral moeilijker omdat elke van de verschillende takken van wetenschap anders functioneert, met verschillende vormen van bewijs en experimentele aanpak.
De meeste modellen van wetenschappelijke verandering zijn gebaseerd op nieuwe gegevens die geproduceerd zijn door wetenschappelijke experimenten. Karl Popper stelde voor dat omdat er geen enkele hoeveelheid aan experimenten ooit een wetenschappelijke theorie zou kunnen bewijzen, maar één enkel experiment het wel kan ontkrachten, de wetenschap zich zou moeten baseren op falsificatie. Terwijl dit een logische theorie voor wetenschap vormt, is het in een zekere zin "tijdloos" en hoeft het niet noodzakelijkerwijs een reflectie te zijn van hoe de wetenschap zou moeten voortschrijden door de tijd.
Een van de invloedrijkste uitdagers van deze aanpak was Thomas Kuhn. Hij beargumenteerde dat experimenten altijd wel gegevens aandragen die niet geheel in een theorie passen, en dat je met enkel falsificatie geen wetenschappelijke verandering, of geen ondermijning van de wetenschappelijke consensus zou bereiken. Hij stelde voor dat wetenschappelijke consensus zou werken in de vorm van "paradigma's". Deze zijn onderling gekoppelde theorieën met onderliggende aannames over de aard van de theorie, die verschillende onderzoekers in een veld verbinden. Kuhn beargumenteerde dat alleen na de accumulatie van vele "significante" afwijkingen de wetenschappelijke consensus een periode van "crisis" zou ingaan. Op dit punt zou naar nieuwe theorieën worden gezocht, en zou een paradigma uiteindelijk triomferen boven een oudere — een cyclus van paradigmaverschuivingen, in plaats van een lineaire progressie richting de waarheid. Kuhn's model benadrukte ook duidelijker het sociale en persoonlijke aspect van een verandering van theorie, door met historische voorbeelden te demonstreren dat de wetenschappelijke consensus nooit geheel een zaak van pure logica of naakte feiten was. Echter, deze periodes van 'normale' en 'crisis'wetenschap sluiten elkaar niet uit. Onderzoek toont aan dat dit eerder verschillende vormen van praktiseren zijn, dan verschillende historische periodes.

## Politisering van de wetenschap
In publieke beleidsdebatten, halen zij die baat hebben bij beleid dat gebaseerd is op de consensus vaak aan dat er onder wetenschappers een consensus in een bepaald veld heerst. Evenzo wijzen degenen die voorstander zijn van een meer ambigu beleid vaak op een gebrek aan wetenschappelijke consensus.
Zo is er de wetenschappelijke consensus over de opwarming van de Aarde. De mondiale oppervlaktetemperaturen zijn gedurende de laatste decennia toegenomen en de trend wordt veroorzaakt door industriële en huishoudelijke uitlaatgassen. De wetenschapshistoricus Naomi Oreskes publiceerde een artikel in Science waarin ze rapporteerde dat een onderzoek naar samenvattingen van 928 wetenschappelijke artikelen die gepubliceerd waren tussen 1993 en 2003 geen het expliciet oneens was met de gedachte aan een antropogene opwarming van de Aarde. In een hoofdartikel, in de Washington Post zei Oreskes dat degenen die gekant waren tegen deze wetenschappelijke bevindingen het normale bereik van wetenschappelijke onzekerheid omtrent alle feiten, versterkten tot het beeld dat er een groot wetenschappelijke onenigheid bestaat, of een gebrek aan wetenschappelijke consensus. De bevindingen van Oreskes werden gerepliceerd door andere methodieken die geen interpretatie vereisten.
De theorie van de evolutie via natuurlijke selectie is ook ondersteund door een overweldigende wetenschappelijke consensus. Het is een van de meest betrouwbare en empirisch geteste theorieën in de wetenschap.  Opponenten van de evolutietheorie beweren dat er significante afwijkende meningen bestaan over de evolutie in de wetenschappelijke gemeenschap.  De wedge strategy, een plan om intelligent design te promoten, hangt grotendeels af van het beïnvloeden van en voortbouwen op de publieke perceptie van de consensus van de evolutietheorie.
De inherente onzekerheid in de wetenschap, waar theorieën nooit bewezen, maar enkel ontkracht kunnen worden, is een probleem voor politici, beleidsmakers, rechters en bedrijfsprofessionals. Waar wetenschappelijke of filosofische vragen binnen hun disciplinaire omgeving vaak voor decennia in onzekerheid kunnen blijven hangen, moeten beleidsmakers juiste beslissingen maken gebaseerd op de huidige beschikbare gegevens, zelfs als het geen volledig uitgekristalliseerde vorm van de "waarheid" is. Het lastige is uitmaken wat het dichtst bij de "uiteindelijke waarheid" staat. Zo kwam sociale actie tegen roken pas lang nadat de wetenschappelijke gemeenschap een aanzienlijke consensus had bereikt.
Sommige domeinen, zoals het toelaten van bepaalde technologieën voor publieke consumptie, kunnen sterke een verrijkende politieke, economische en menselijke effecten hebben, als de zaken anders lopen dan wetenschappers voorspellen. Echter, voor zover er een verwachting is dat beleid in een bepaald gebied kenbare en pertinente gegevens representeert, en goed-geaccepteerde modellen van de relaties tussen de waargenomen fenomenen, zijn er weinig andere alternatieven voor beleidsmakers dan te vertrouwen op wat 'de wetenschappelijke consensus' als leidinggevend bij beleidsontwerp en -implementatie, tenminste in omstandigheden waar beleidsinterventie noodzakelijk is. Terwijl wetenschap geen 'absolute waarheid' (of zelfs zijn complement 'absolute fout') kan leveren, is haar nut gebonden aan haar capaciteit om richting te geven aan beleid, in  de richting van toenemende algemeen welzijn en weg van algemeen kwaad. In dit licht gezien, zou de vraag om beleid dat gebaseerd is op hetgeen dat bewezen is als "wetenschappelijke waarheid", een voorschrift zijn voor beleidsverlamming en in de praktijk bijdragen aan het bepleiten van aanvaarding van alle gekwantificeerd en gekwantificeerde kosten en risico's in verband met het beleid van passiviteit.
Geen enkel deel van de vorming van het beleid op basis van de schijnbare wetenschappelijke consensus sluit persistente beoordeling van de relevante wetenschappelijke consensus of de concrete resultaten van het beleid uit. Dezelfde redenen voor het vertrouwen in de consensus, zijn drijfveren voor verdere evaluatie van de afhankelijkheid door de tijd—en aanpassing van beleid waar nodig.